# Sulo Bärlund
Sulo Richard Bärlund (Kangasala, 15 de abril de 1910 – 13 de abril de 1986) foi um atleta finlandês do arremesso do peso.
Ganhou a medalha de prata nos Jogos Olímpicos de Verão de 1936.